# Европейский конкурс по футболу среди женщин 1989
Европейский конкурс по футболу среди женщин 1989 года или «Евро-1989» — 3-й женский чемпионат Европы по футболу, проводимый в период с 1987 по 1989 годы (с отборочного раунда) под эгидой УЕФА. Финальная игра проходила в ФРГ. Чемпионский титул завоевала сборная Западной Германии, обыгравшая в финале сборную Норвегии со счётом 4-1.

## Формат
В отборочном раунде 17 команд были разделены на 4 группы (три из 4-х, одна из 5-и команд), и 1-2 место квалифицировались в четвертьфинал соревнований, где команды (4 пары) играли навылет (плей-офф) по 2 игры (на полях обеих сборных, т.е каждая из команд играла на своём (в своей стране) и чужом (в стране соперника) поле). В полуфиналах и финале была только одна игра, её победитель был объявлен чемпионом. Проигравшие в полуфинале играли матч за третье место.

## Квалификация
См.: Чемпионат Европы по футболу среди женщин 1989 (отборочный турнир)

## Полуфиналы
| ФРГ | 1—1 (д.в.) | Италия |
| --- | ---------- | --- |
| Сильвия Найд 57′                                                                                               |            | Элизабетта Виньотто 72′ |
| Пенальти |            | |
| Фрауке Кульман · Росвита Биндль · Дорис Фичен · Ангелика Ферман · Петра Ландерс · Мартина Фосс · Марион Исберт | 4–3        | Фериана Феррагуцци · Антонелла Карта · Каролина Мораче · Элизабетта Виньотто · Федерика д'Астольфо · Эмма Иоццелли · Адель Марсилетти |

| Норвегия                            | 2—1 | Швеция             |
| ----------------------------------- | --- | ------------------ |
| Линда Медален 1′ · Сиссел Груде 52′ |     | Лена Видекулль 54′ |

## Матч за 3 место
| Швеция                                | 2—1 (д.в.) | Италия                 |
| ------------------------------------- | ---------- | ---------------------- |
| Пиа Сундхаге 43′ · Хелен Юханссон 94′ | (отчёт)    | Фериана Феррагуцци 28′ |

## Финал
| ФРГ                                                        | 4—1 | Норвегия         |
| ---------------------------------------------------------- | --- | ---------------- |
| Урсула Лон 22′, 36′ · Хайди Мор 45′ · Ангелика Ферманн 73′ |     | Сиссел Груде 54′ |

## Бомбардиры
2 гола
- Sissel Grude
- Ursula Lohn

1 гол
| - Angelika Fehrmann - Heidi Mohr - Сильвия Найд | - Feriana Ferraguzzi - Elisabetta Vignotto - Linda Medalen | - Helen Johansson - Пиа Сундхаге - Lena Videkull |